# Illán Suárez de Carbajal
Illán Suárez de Carbajal (*Talavera de la Reina, 1503 - † Lima, 1544) fue un conquistador y funcionario español que participó de la Guerra civil entre los conquistadores del Perú.

## Biografía
Hijo de Pedro Suárez de Talavera, Alcalde Mayor de su villa en 1495 y 1517, y de Catalina González de Carbajal, era hermano menor de Juan Suárez de Carbajal, obispo de Lugo y primer señor de Peñalver.
Como factor (administrador) de la Real Hacienda pasó al Perú en compañía de Hernando Pizarro (1534), cuando éste volvió después de informar a la Corona acerca de los acontecimientos de Cajamarca. Obtuvo su reconocimiento como regidor perpetuo de Lima (18 de julio de 1536) y como subdelegado del Tribunal de la Santa Cruzada (27 de abril de 1537). 
Apreciado por su pericia y su espíritu conciliatorio, el gobernador Francisco Pizarro lo comisionó para negociar un avenimiento con Almagro, en el Cuzco, y luego en la entrevista que los antiguos socios tuvieron en Mala (13 de noviembre de 1537). 
Pizarro le confió luego el mando de una expedición contra Manco Inca. Engañado por los informes de un espía, Illán envió una noche al capitán Villadiego con 30 hombres para que se apoderara por sorpresa de la persona del inca; pero este, prevenido, batió a los españoles, muriendo Villadiego y 20 de sus soldados.
Relevado del mando, Illán retornó al Cuzco, desde donde escribió a Francisco Pizarro advirtiéndole que se cuidara de los almagristas. Pasó a Lima, y producido el asesinato de Pizarro (26 de junio de 1541), fue tomado preso por los almagristas, quienes lo condujeron hasta Jauja. Liberado, volvió a Lima. Junto con otros regidores de la ciudad, no quiso reconocer al bachiller Juan Vélez de Guevara como Teniente Gobernador enviado por Cristóbal Vaca de Castro, aduciendo que se trataba de un recién llegado. Vaca de Castro no le castigó por este desacato y se limitó a reprenderle.
Tiempo después fue comisionado por el Cabildo para recibir al virrey Blasco Núñez Vela en Trujillo, pero al llegar a Huaura dio marcha atrás, al enterarse de las imprudentes medidas que el virrey tomaba, en su afán de querer hacer cumplir las Leyes Nuevas. Fue entonces que avisó a su hermano, el licenciado Benito Suárez de Carbajal, diciéndole que en vista de que pronto sus encomiendas serían arrebatadas, lo sensato sería venderlas y con el dinero obtenido volver a España. El virrey se enteró de todo ello y desde ese momento incubó un odio feroz contra Illán.
Sin embargo Illán se mantuvo leal a la Corona y en contra de los planes revolucionarios de Gonzalo Pizarro, a pesar de que su hermano Benito ya se había involucrado en la rebelión. Ello no impidió que el virrey le siguiera guardando ojeriza, tratando de implicarlo con los rebeldes. Fue entonces cuando se interceptó una carta en clave que Benito envió a Illán. El Virrey dijo que aquella prueba bastaba para acusar al factor de traición y mandarlo al patíbulo, pero los Oidores adujeron que no era suficiente; se llamó entonces a Illán Suárez, y descifrada la carta delante de él, se sacó en claro que quien la firmaba comunicaba a su hermano que las tropas de Gonzalo Pizarro eran muy grandes, que aun así no había suficiente fervor por el caudillo rebelde por entenderse que estaba contra el Rey, y que el autor de la misiva se pasaría al Virrey en la primera ocasión que se presentase. Se tranquilizó en algo el virrey al escuchar todo ello, y dejó por lo pronto en paz al factor.

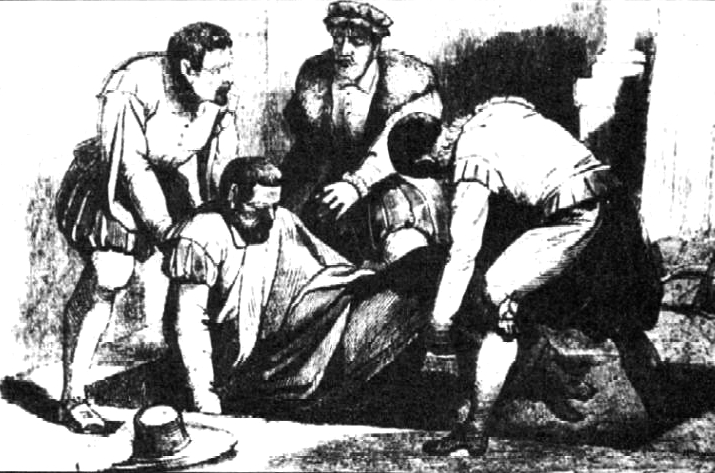
Grabado decimonónico que representa al factor Illán Suárez de Carvajal tras ser muerto a puñaladas por el Virrey Núñez Vela y sus servidores (13-IX-1544).

Pero como una o dos noches después se fugaron de Lima dos sobrinos del factor y otros hombres que moraban en su casa, por lo que se encendió nuevamente la ira del Virrey. Haciendo traer ante su presencia a Illán, lo llamó traidor, acusándole de que con su anuencia se habían huido sus sobrinos. El factor trató de probar su inocencia con razones, pero el gobernante no quiso escucharle, y desenfundando su daga le dio de puñaladas al tiempo que gritaba: "Mátenle, mátenle". Algunos de los presentes echaron sus capas sobre el agredido en un último afán de amortiguar las puñaladas, pero los criados del Virrey ultimaron al factor y consumaron el asesinato (13 de septiembre de 1544). Arrastrándolo de los pies sacaron el cadáver a un corredor, luego lo envolvieron en un repostero y lo llevaron a enterrar unos esclavos negros. Esa misma noche, al enterarse de tamaño crimen, muchos vecinos de Lima se pasaron a Gonzalo Pizarro. 
Su hermano Benito se encargó de vengarlo tiempo después, durante la batalla de Iñaquito, cuando ordenó a uno de sus esclavos negros que cortase la cabeza del Virrey, estando este ya caído por las graves heridas que había recibido durante el combate.
El escritor peruano Ricardo Palma ha inmortalizado la desventurada figura del factor Illán Suárez de Carbajal en una de sus Tradiciones Peruanas: "La muerte del factor" .